# Міст Арпада
Міст Арпада (угор. Árpád híd, до 1958 — Міст Сталіна) — міст в Будапешті, Угорщина. Закладений в 1939, але побудований тільки після війни — в 1950.
З 1958 названий на честь вождяд угорців Арпада.